# Christoph Brochhausen-Delius
Christoph Brochhausen-Delius (auch Christoph Brochhausen) ist ein deutscher Pathologe und Hochschullehrer.

## Leben
Christoph Brochhausen-Delius war nach Abschluss seines Studiums der Humanmedizin und der Anthropologie an der Johannes Gutenberg-Universität (JGU) Mainz und der Université Louis Pasteur Strasbourg zunächst als Arzt und wissenschaftlicher Mitarbeiter in der pädiatrischen Pharmakologie und Osteologie der Philipps-Universität Marburg tätig. 2002 wechselte er an das Europäische Exzellenzinstitut für Tissue Engineering und Regenerative Medizin am Institut für Pathologie der JGU Mainz, wo er die Arbeitsgruppe „Regenerative Medizin“ leitete. Später führte er dort auch die Einheit für Transmissions- und Rasterelektronenmikroskopie sowie die Biobank der Universitätsmedizin Mainz. 2012 schloss er seine Weiterbildung zum Facharzt für Pathologie ab, wurde 2013 Oberarzt und erhielt im Jahr darauf seine Venia Legendi. 2015 ging er als Stellvertretender Direktor und Leitender Oberarzt an das Institut für Pathologie der Universität Regensburg, wo er auch Direktor des Zentralen Labors für Elektronenmikroskopie war. 2018 wurde er zusätzlich zum Professor für Pathologie berufen und war Vorstandssprecher der Zentralen Biobank Regensburg und Leiter der Gewebebank des Comprehensive Cancer Centers Ostbayern.
Seit 2023 ist Brochhausen-Delius ist neuer Direktor des Pathologischen Instituts am Universitätsklinikum Mannheim. Gleichzeitig wurde er auf den Lehrstuhl für Allgemeine Pathologie und Pathologische Anatomie der Medizinischen Fakultät Mannheim der Universität Heidelberg berufen.

## Arbeitsschwerpunkte
Brochhausen-Delius ist Facharzt für Pathologie. Er verfügt über besondere Expertise im Biobanking und in der Präzisionsmedizin, d. h. in der personalisierten Behandlung von Krebserkrankungen.

## Forschungsschwerpunkte
Brochhausen-Delius forscht vor allem auf drei Gebieten: Angiogenese, Digitale Pathologie und Präzisionsmedizin. Er untersucht die Angiogenese – also die Neubildung von Blutgefäßen – mit dreidimensionalen Rekonstruktionen. Bei der Digitalen Pathologie konzentriert er sich auf die Verknüpfung von Bilddaten mit klinischen Informationen, um z. B. mit dem Einsatz Künstlicher Intelligenz die Wirksamkeit bestimmter Therapien auf ausgewählte Tumoren besser vorhersagen zu können. In der Präzisionsmedizin trägt er mit seiner Forschung dazu bei, aus persönlichen Merkmalen eines Patienten und seines Tumors wirksame individuelle Behandlungsstrategien abzuleiten, die gleichzeitig weniger Nebenwirkungen hervorrufen.
Für seine Forschungstätigkeit hat Brochhausen-Delius bisher über 7 Millionen Euro Drittmittel eingeworben. Er hat mehr als 180 wissenschaftliche Artikel in nationalen und internationalen Fachzeitschriften publiziert, außerdem über 20 Bücher und Buchbeiträge.

## Auszeichnungen und Preise
Brochhausen-Delius wurde für seine Forschung mehrfach national und international ausgezeichnet, zum Beispiel beim Bundeswettbewerb „Land der Ideen“, mit einem französischen Biotechnologie-Preis und vom Trinity College Cambridge.
Zudem erhielt der Pathologe 2015 den „Ars legendi“-Preis des Deutschen Medizinischen Fakultätentags, wurde 2017 und 2018 als „Bester Dozent“ prämiert und 2021 von der UNICUM-Stiftung zum „Professor des Jahres“ in den Kategorien „Medizin und Naturwissenschaften“ ernannt.

## Mitgliedschaften
Brochhausen-Delius ist im Vorstand der European, Middle Eastern and African Society for Biopreservation and Biobanking (ESBB), außerdem Mitglied der Deutschen Gesellschaft für Pathologie und der Internationalen Akademie für Pathologie. Darüber hinaus ist er im Normierungsgremium „Biobanken und Bioressourcen“ des Deutschen Instituts für Normung (DIN) vertreten.